# Terraseo
Terraseo è una frazione del comune di Narcao in provincia del Sulcis Iglesiente in Sardegna. È ubicata a 312 metri sul livello del mare e conta 428 abitanti.

## Monumenti e luoghi di interesse

### Architetture religiose
- Il luogo di culto è la chiesa parrocchiale di San Gioacchino, dedicata all'omonimo santo.

### Siti archeologici
- Tempio di Demetra e Kore: tempietto di età tardo-punica e romana situato in località Bagoi.

## Economia
Da maggio 2012 il "fagiolo bianco di Terraseo" è tutelato dall'Agris, l'Agenzia regionale sarda per la ricerca scientifica e la sperimentazione nel settore agricolo e nella tutela delle biodiversità, con l'obiettivo di rivitalizzare questa coltura tipica del territorio - un tempo capace di attirare nella frazione di Terraseo acquirenti da ogni parte del Sulcis - le cui peculiari caratteristiche qualitative dipendono essenzialmente o esclusivamente dal territorio in cui viene prodotta.